# Giraffa camelopardalis giraffa
Las Jirafa de Sudáfrica (Giraffa camelopardalis giraffa) es una subespecie de Giraffa camelopardalis cuya área se extiende al sur del continente africano: Sudáfrica, Namibia, Botsuana, Zimbabue y sur de Mozambique. Con base en estudios genéticos algunos la consideran una especie diferente.
Se diferencia de las otras subespecies, con las que se cruza fácilmente, por las manchas redondas o en forma de estrella presentes en todo el pie, hasta las pezuñas.